# カオ・デ・フィラ・デ・サン・ミゲル

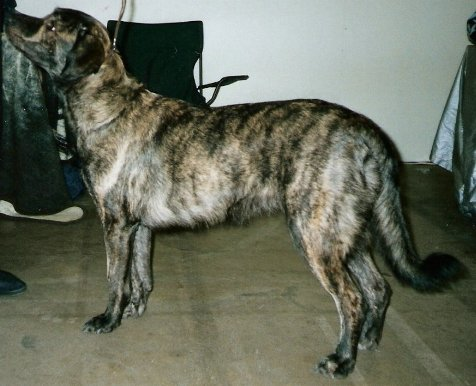

カオ・デ・フィラ・デ・サン・ミゲル（英：Cão de Fila de São Miguel）とは、ポルトガル領のアゾレス諸島原産の牛追い犬である。
単にミゲルと呼ばれる事もあり、頭がよいためインテリ・モロッサーという別名も持つ。

## 歴史
移民がアゾレス諸島に連れてきたマスティフタイプの犬種やブルドッグタイプの犬種が元になっていると考えられている。大陸から隔離された環境下でそれが混血して犬種として固定され、長いあいだ純血を保つ事が出来た。1800年には既に犬種としての存在が確認されている古い犬種で、かつては闘犬として使われていたが、闘犬が廃止されてからは牛追い犬や番犬として使われるようになっていった。仔犬はめったに外国に輸出される事が無いため、ほとんどのミゲルはアゾレス諸島内で飼われている。ドッグショーでもあまり見かけられない、
珍しい犬種である。なお、FCIには1995年3月に仮公認された。

## 特徴
モロシアンタイプであるが皮膚のたるみはなく、マズルも太く長い。脚も長くて全身の筋肉がよく発達している。スムースコートであるが臀部と尾には飾り毛がある。垂れ耳、ふさふさした垂れ尾だが、耳は他の犬種では例が無い、丸い形の立ち耳になるように断耳され、尾は短く断尾されることもある。毛色はブリンドル、フォーン、グレー。体高は雄56～60cm、雌48～58cmで体重は雄25～35kg、雌20～30kg。性格は知的で冷静、忠実で物覚えがよい。しつけも一般家庭での訓練が可能だが、かなり多く運動量を必要とする。

## 参考
- 『日本と世界の愛犬図鑑2007』（辰巳出版）佐草一優監修
- 『デズモンド・モリスの犬種事典』（誠文堂新光社）デズモンド・モリス著書、福山英也、大木卓訳 誠文堂新光社、2007年